# NGC 7691
NGC 7691 (również PGC 71699 lub UGC 12654) – galaktyka spiralna z poprzeczką (SBbc), znajdująca się w gwiazdozbiorze Pegaza. Odkrył ją William Herschel 16 października 1784 roku.
W galaktyce tej zaobserwowano supernową SN 2014az.